# Bella Boats

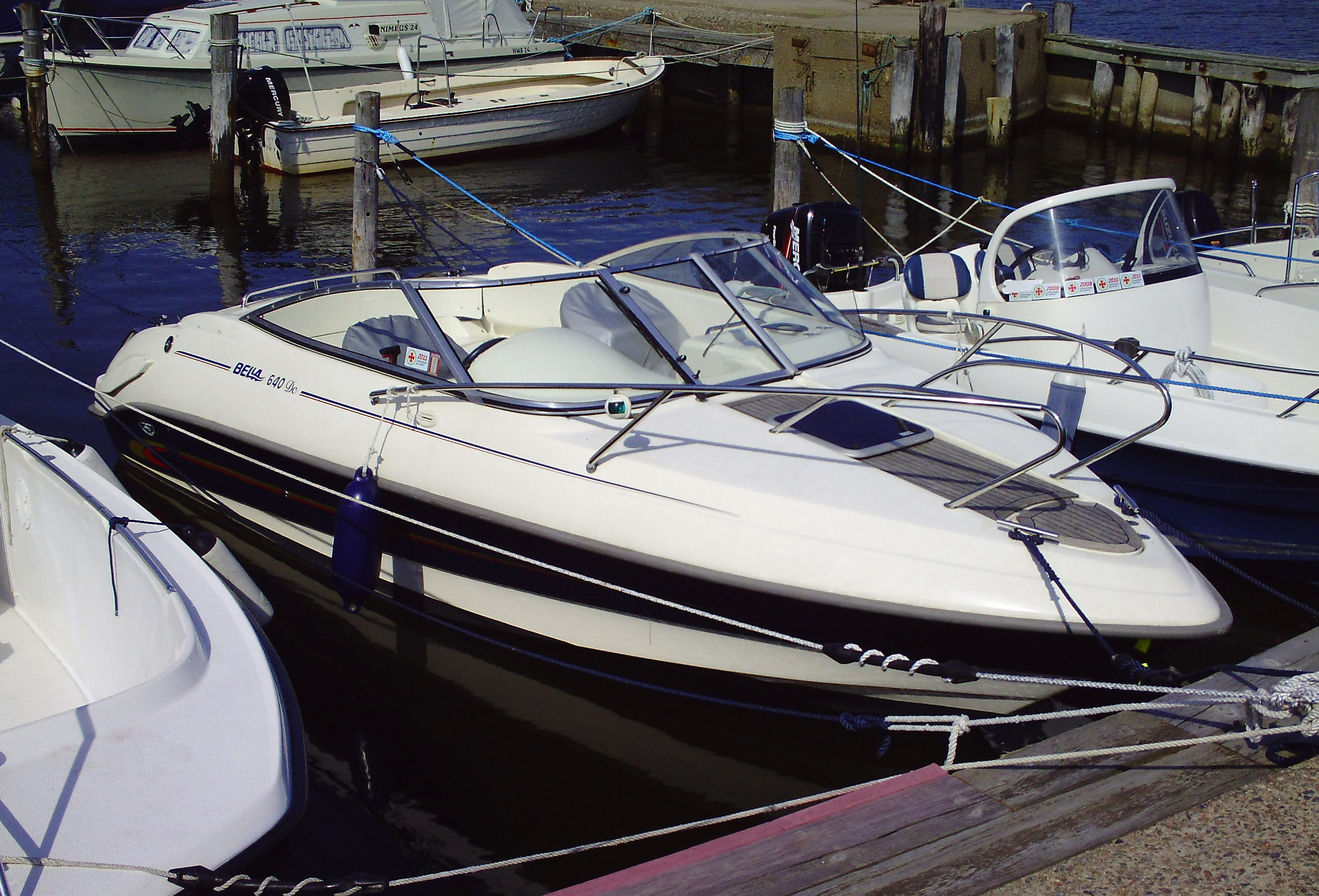
Bella 640 Dc (älteres Modell)

Bella Boats ist der Markenname für Motorboote der finnischen Firma Bella-Veneet Oy. Bella Boats zählt zu den größten Anbietern von Motorbooten im skandinavischen Raum. Die Gründung erfolgte 1981 in der Stadt Kuopio, mittlerweile wird in fünf finnischen Fabriken produziert.
Motorenpartner ist die amerikanische Firma Mercury Marine.

## Modelle
Die Modellpalette reicht vom 4,9 m langen offenen Boot Bella 485 R bis zum Kabinenboot Bella 9000 mit 9,12 m Länge.